# Гхулфан (язык)
Гхулфан (гулфан, унку, ункунви и др.) — язык нило-сахарской семьи, на котором говорят в центральном регионе Нубийских гор, что в южной части Судана. Число носителей составляет приблизительно 33 000 — 38 000 человек, проживающих на холмах Гхулфан-Кургул и Гхулфан-Морунг к югу от города Диллинг. Гхулфан близко родственен языку кадару, с которым образует подгруппу в составе горнонубийских языков нило-сахарской макросемьи.
Данных о диалектном членении языка нет. Количество носителей сокращается, так как молодое поколение переходит на суданский диалект арабского языка, на котором говорит большинство жителей страны, монолингв среди носителей гхулфана нет.